# 希拉·里绍尼
希拉·里绍尼（希伯來語：‎，1991年2月21日—），以色列女子柔道运动员，2020年夏季奥林匹克运动会混合团体铜牌得主、2022年欧洲柔道锦标赛女子48公斤级铜牌得主。